# مایکل تارتور
مایکل تارتور (ایتالیایی: Michael Turtur؛ زادهٔ ۲ ژوئیهٔ ۱۹۵۸) دوچرخه‌سوار اهل استرالیا است.
وی در مسابقات کشوری و بین‌المللی در مجموع برندهٔ ۱ مدال طلا شده‌است.